# His New Job
His New Job is een Amerikaanse korte en stomme film uit 1915 onder regie van Charlie Chaplin.

## Verhaal
Charlie probeert een rol in een film te krijgen. Na problemen te hebben veroorzaakt op de set, krijgt hij de taak een timmerman te helpen. Als hij een rol van een andere acteur overneemt, verpest hij de scène.

## Rolverdeling
| Acteur          | Personage |
| --------------- | --------- |
| Charlie Chaplin | figurant  |
| Ben Turpin      | figurant  |
| Gloria Swanson  | -         |